# جونينيو (لاعب كرة قدم مواليد 2001)
جونينيو هو لاعب كرة قدم برازيلي في مركز الوسط، ولد في 23 يناير 2001 في فولتا ريدوندا في البرازيل.

## وصلات خارجية
- جونينيو (لاعب كرة قدم مواليد 2001) على موقع الدوري الأمريكي (الإنجليزية)
- جونينيو (لاعب كرة قدم مواليد 2001) على موقع قاعدة بيانات كرة القدم.إي يو (الإنجليزية)
- جونينيو (لاعب كرة قدم مواليد 2001) على موقع Soccerway.com (الإنجليزية)